# Čínské císařství
Čínské císařství (čínsky 中華帝國) nebo někdy také císařská Čína byl státní útvar existující v letech 221 př. n. l.–1912 na většině území historické Číny. Bylo založeno prvním císařem, kterým byl Čchin Š'-chuang-ti z dynastie Čchin. Císařství zaniklo za císaře Süan-tchunga (vlastním jménem Pchu-i), kdy bylo svrženo sin-chajskou revolucí.
Říše vytvořená poté, co roku 221 př. n. l. král Čeng z dynastie Čchin sjednotil Čínu — vládl jako První císař (š'chuang-ti 始皇帝 pinyin: shǐ huángdì). Titul ti (帝 pinyin: dì) — na Západě překládaný jako císař — je pak používán pro většinu následujících panovníků, až do svržení dynastie Čching v roce 1911.
Za konec vlády dynastie Čching a tím i konec císařství se zpravidla uvádí rok 1911, kdy byla svržena sin-chajskou revolucí (辛亥革命 xīnhài gémìng), ačkoliv poslední císař Pchu-i abdikoval až 12. února 1912 (prostřednictvím regenta).
Následující článek je rozdělen podle období jednotlivých císařských dynastií vládnoucích v Číně.

## Čína za vlády dynastie Čchin (221–206 př. n. l.)

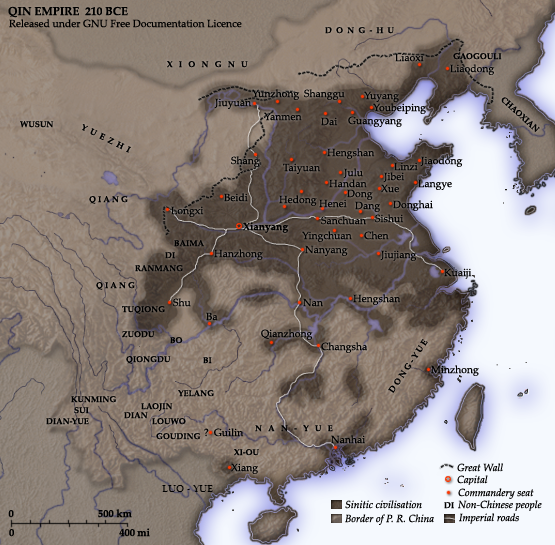
Mapa rané a jednotné Číny za vlády dynastie Čchin

Dynastie Čchin má svůj počátek již o několik století dříve než ovládla celou Čínu a to ve státu Čchin, jednom z mocných čínských válčících států. Král Čao-siang z Čchin (秦昭襄王) vládl státu Čchin už 51 let, když Čchinové sesadili posledního panovníka dynastie Čou, jehož symbolickou svrchovanost dosud uznávali všichni čínští vládci. I když pořád zbývalo dalších šest nezávislých států, čchinští dějepisci považovali následující rok (52. rok vlády krále Čao-sianga) za první rok vlády dynastie Čchin, jakožto nástupce dynastie Čou.
V moderní historiografii je však počátek dynastie Čchin jakožto historického období zpravidla spojován s prohlášením se čchinského krále Prvním císařem po sjednocení Číny roku 221 př. n. l.
Čchinský král z rodu Jing (嬴 yíng) v letech 230–221 př. n. l. postupně dobyl šest ostatních států a prohlásil se císařem (chuang-ti, 皇帝 huáng dì). Vláda Prvního císaře (221–210 př. n. l.) pak představuje velkou část období Čchin. Tím bylo založeno velké a mocné čínské císařství.
První císař zavedl na území sjednocené Číny namísto dosavadních feudálních pořádků tvrdou centralizaci. Dal spálit státní archívy poražených států. Přebytečné zbraně byly zkonfiskovány a svezeny do metropole Sien-jangu (poblíž dnešního města Si-an), kde z nich byly odlity zvony a sochy; pohraniční opevnění mezi bývalými státy byla pobořena. Země byla rozdělena na 36 (později 42) komanderií (ťün, 郡 jùn) a ty dále na okresy (sien ZZ: 县, TZ: 縣 xiàn). Aby místní představitelé nezískali přílišnou moc, spravovali každou komanderii nezávisle na sobě tři úředníci – civilní guvernér, vojenský velitel a cenzor, kontrolující oba předešlé. Úředníci byli rozděleni do devíti hodnostních tříd, v rámci každé z nich pak ještě existoval vyšší a nižší stupeň. Podobně jako v předchozích obdobích byly úřednické platy udávány (a také vypláceny) v naturáliích, přesněji řečeno v měrných jednotkách obilí. Kupříkladu nižší úředník pobíral měsíčně 50 š' (石 shí), tedy asi 3 000 kg obilí, vysocí úředníci u dvora 2 000 š' a dvojice nejvyšších hodnostářů (první rádce a vrchní velitel) měla stanoven plat 10 000 š'.
Centralizace a standardizace, v jejímž prosazování měl hlavní úlohu císařův první rádce Li S' (李斯 Lǐ Sī), se netýkal jen státní správy. Místo dosavadních různých regionálních variant písma bylo nařízeno užívat znaky v jednotné podobě (tzv. malé pečetní písmo (siao čuan, 小篆 xiăo zhuàn). Došlo k zavedení jednotných měr a vah, velký význam pro dopravu mělo též stanovení jednotného rozchodu kol vozů a budování širokých hlavních silnic. Byly zavedeny jednotné měděné a zlaté mince a zakázána všechna ostatní platidla (jako mušle či jaspis). Státní moc byla organizována na legistických zásadách odměn a především tvrdých trestů, jak je již v předchozích desetiletích formuloval Chan Fej-c' (韓非子 Hán Fēizǐ), a veškeré odlišné názory a kritika, zejména ze strany konfuciánských učenců, byly brutálně potlačovány – roku 213 př. n. l. císař přikročil k pálení konfuciánských spisů (ponechány byly jen opisy v císařské knihovně) a několik set nepohodlných učenců dal popravit.
Ohromný rozsah nucených prací na stavbách komunikací, císařských paláců a monumentální panovníkovy hrobky vyvolávaly čím dál větší nespokojenost obyvatel, kterou se však císaři za jeho života dařilo zvládat. První císař, posedlý velikášstvím, stihomamem a touhou po dosažení nesmrtelnosti se v posledních letech úzkostlivě vyhýbal zrakům svých poddaných. Když roku 210 př. n. l. na inspekční cestě po východní Číně ve věku 49 let zemřel, nebylo tak pro vlivného vrchního eunucha Čao Kaoa (趙高 Zhào Gāo) problémem celé týdny utajovat císařovu smrt a zfalšovat jeho poslední vůli.

### Postupný úpadek dynastie Čchin
Podle původního odkazu sepsaného krátce před císařovou smrtí byl dědicem trůnu určen nejstarší syn Fu Su (扶蘇 Fú Sū). Čao Kao, vědom si toho, že u dvora nového vládce, který se již dříve netajil svou kritikou vůči otcovým tvrdým metodám, by byl rychle zbaven moci, přemluvil prvního rádce Li S'a ke společnému postupu. Sepsali falešnou závěť, ustanovující nástupcem nejmladšího císařova syna Chu-chaje (胡亥, Húhài), zatímco Fu Suovi poslali otcovým jménem příkaz k sebevraždě. Nešťastný princ Fu Su se zachoval jako vzor synovské poslušnosti a falešného příkazu i přes naléhání svých přátel bez váhání uposlechl.
Druhým císařem byl prohlášen Chu-chaj, nepříliš schopný mladík se sklony ke krutosti, který se záhy stal loutkou v rukou Čao Kaoa. Čao Kao zařídil, že vlivný Li S' byl obviněn ze spiknutí a s celou rodinou roku 208 př. n. l. popraven.
Narůstající daňový a pracovní útlak, vynucovaný krutými tresty, již déle nebylo možno snášet a po smrti Prvního císaře se začali bouřit rolníci, vojáci i šlechta z bývalých království. V srpnu roku 209 př. n. l. se pod vedením Čchen Šenga (陳勝 Chén Shèng) a Wu Kuanga (吳廣 Wú Guǎng) vzbouřila vojenská jednotka. Jejich povstání zasáhlo rozlehlou oblast, ale bylo po několika měsících potlačeno. Po celé Číně však propukaly další a další vzpoury. Čao Kao v obavě, že bude viněn z neschopnosti vypořádat se s nepokoji, přiměl v říjnu 207 př. n. l. Druhého císaře spáchat sebevraždu (namluvil mu, že palác je obklíčen povstalci) a na trůn rozpadající se říše dosadil Fu Suova syna C'-jinga (子嬰 Ziyīng). C'-jing se ani nestal Třetím císařem; vládl pod titulem Král Čchin (秦王 qín wáng) pouhých 46 dnů. Při první příležitosti dal zabít Čao Kaoa a vzdal se na milost povstaleckému vůdci Liou Pangovi (劉邦 Liú Bāng). Liou Pang ušetřil C'-jingův život a učinil z něj obyčejného úředníka. Brzy však musel předat hlavní město Sien-jang dalšímu z povstaleckých vůdců Siang Jüovi (ZZ: 项羽, TZ: 項羽 Xiàng Yŭ). Siang Jü tak milosrdný nebyl – zabil C'-jinga, spálil císařské paláce a archivy (přičemž nenávratně vzaly za své poslední kopie „zakázaných“ knih) a vyplenil hrobku Prvního císaře. Po dalších čtyřech letech urputných bojů Siang Jü Liou Pangovi podlehl. Liou Pang vešel do dějin jako císař Kao-cu, zakladatel dynastie Chan (漢朝 Hàn Cháo).

## Čína za vlády dynastie Chan (206 př. n. l.–220 n. l.) a Sin (9–25 n. l.)

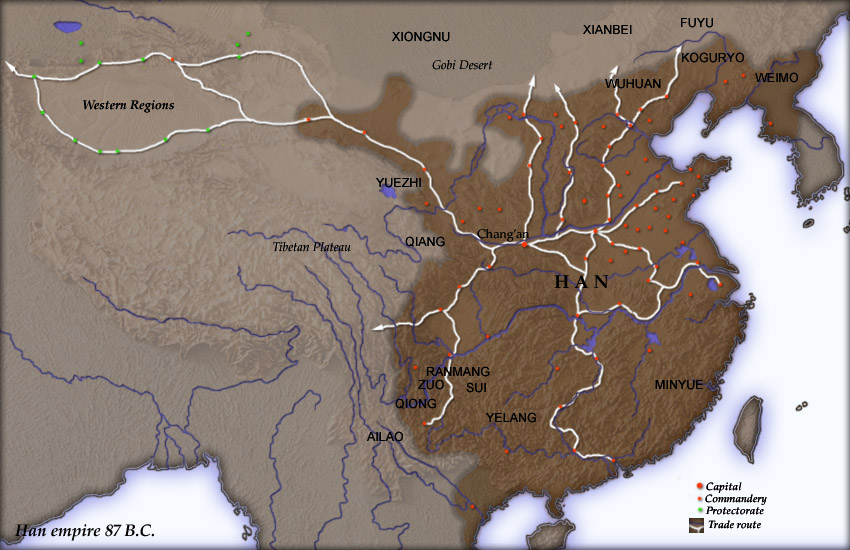
Mapa Číny za vlády dynastie Chan

Období vlády dynastie Chan se rozděluje na období vlády dynastie Západní Chan, dynastie Východní Chan a krátké období vlády dynastie Sin která přerušila vládu dynastie Chan a vládla mezi těmito dvěma obdobími dynastie Chan.

### dynastie Západní Chan (206 př. n. l.–8/9 n. l.)
Nejznámějším císařem této dynastie Chan je Wu-Ti (vládl v letech 141–86 př. n. l.). Za jeho vlády dosáhla Čína největších úspěchů. Kočovné kmeny – Siungové – kteří do té doby Chany terorizovaly (Číňané s nimi např. uzavírali sňatky), byly vytlačeny na východ.
Rovněž bylo rozšířeno území, což napomohlo obchodu. Na západ sahala tehdejší Čína až k řekám Syndarja a Amudarja, rovněž byla připojena severní Korea a jižní Mandžusko. Obchodovalo se s hedvábím a do Číny byla přivezena např. vinná réva.
Západní Chan končí rokem 9 n. l. Již koncem 1. století př. n. l. se k moci dostával rod Wang, rod císařovny-vdovy Wang Čeng-Ťün. Vnuk císařovny-vdovy Wang Mang se stal regentem a následně se prohlásil císařem nové („obnovené“) dynastie Sin. Tím byla na krátkou dobu přerušena dynastie Chan.

### dynastie Sin (8/9–25 n. l.)
Jediný vládce této dynastie, Wang Mang, byl císařovým příbuzným a bývalým regentem nezletilého následníka trůnu a k moci se dostal palácovým převratem. Zahájil rozhodné reformy, které ovšem kopírovaly opatření mnohem starších dynastií. Snažil se obnovit občinové vlastnictví půdy, to se ale nepodařilo realizovat. Zakazoval obchod s půdou a otroky, počet tzv. státních otroků se ale za jeho vlády prudce zvýšil. Na posílení příjmů zavedl státní monopoly na víno a využívání důlních a vodních bohatství, zrušil platnost starých mincí a zavedl nové.
Častým problémem pro císaře byla rolnická povstání, která bylo stále obtížnější potlačovat. Rolníci byli chudí a reformy zhoršily jejich postavení, zejména omezením možností vedlejších příjmů prostřednictvím monopolů, znehodnocením mincí a zesílením policejního a úřednického aparátu, často zneužívajícího své postavení. Povstání navíc podněcovali potomci bývalé dynastie Chan. Situaci dále zhoršilo opakované protrhávání hrází řekou Chuang-che. Roku 11 vyvrcholilo úplnou změnou dolního toku této řeky, jež se začala dělit na dvě ramena, která odřízla poloostrov Šang-tung od zbytku Číny. Obrovské záplavy vyústily v hladomor, který vedl k exodu zbídačeného obyvatelstva do dalších oblastí. Další povstání proto nabyla živelného charakteru a rychle se šířila na rozsáhlých územích.
Nejznámější je povstání z roku 18 n. l., povstání „Rudých obočí“. Vedl jej rolník Fan Čchung, jehož stoupenci se od ostatních odlišovali tím, že měli obočí nabarveno rudou barvou. Wang Mangova obrovská armáda nedokázala oddíly „Rudých obočí“ porazit, vojáci se k nim dokonce přidávali. Jiné povstalecké oddíly vedené potomky bývalé dynastie Chan využily situaci, roku 23 dorazily do hlavního města Čchang-an, dobyly palác a zabily Wang Manga, čímž dynastie Sin skončila.

### dynastie Východní Chan (25–220 n. l.)
Potomci bývalé dynastie Chan se poté soustředili na potlačení lidového hnutí. Po dvou letech se jim podařilo starou dynastii obnovit, obnovená linie se nazývá Východní Chan nebo Pozdní Chan. Povstání „Rudých obočí“ bylo definitivně potlačeno až v roce 29.
Fakticky se jednalo o obnovení moci dřívější dynastie Chan (známé nyní proto jako Západní Chan) po svržení dynastie Sin. Na trůn byl roku 25 n. l. dosazen nový císař – Liou Siou. Dynastie Východní Chan však nedosáhla takové slávy, rozmachu a rozkvětu jako Západní Chan. Země značně upadala a svědčí o tom i fakt, že císaři, kteří v letech 25–189 panovali byli ve věku 100 dní až 15 let.
To napomohlo četným politickým lstím a do vlády se mohl zapojit kdokoli vypočítavý od dvora, často šlo i o rodiny eunuchů. Vznikaly četné sekty, nejznámější je sekta zvaná Cesta velkého klidu. Její příslušníci nosili kolem hlavy žluté šátky – odtud název pro jejich povstání: povstání žlutých turbanů (ZZ: 黄巾之乱 TZ: 黃巾之亂 huáng jīn zhī luàn). Tím největším bylo povstání roku 184, které otřáslo celou Čínou a rozdělilo ji na tři státy – Wej, Wu a Šu. Pro toto následující období čínské historie se používá označení Tři království.

## Čína během období Tří království (220–280)

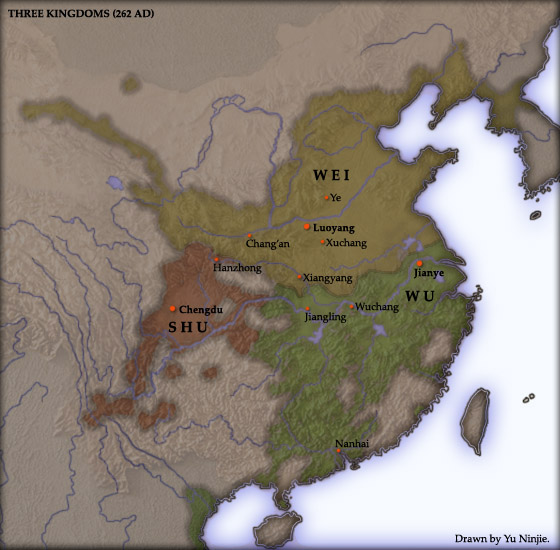
Tři čínská království (262)
Území království WEJ
Území království WU
Území království ŠU-CHAN

## Čína za vlády dynastie Ťin (265–420)
Dynastie Ťin patřila k etnicky nečínským dynastiím (stejně jako dynastie Jüan a Čching).

## Čína za vlády dynastie Suej (581–618)

Čínské císařství za vlády dynastie Suej

Vláda dynastie Suej následovala po období jižních a severních dynastií, na jehož konci se podařilo dynastii Suej Čínu opět sjednotit. Zakladatelem a zároveň prvním císařem dynastie Suej byl císař Wen a posledním se stal panovník Kung-ti.
Po pádu dynastie Suej následovalo takřka třistaleté období vlády dynastie Tchang.

## Čína za vlády dynastie Tchang (618–907)

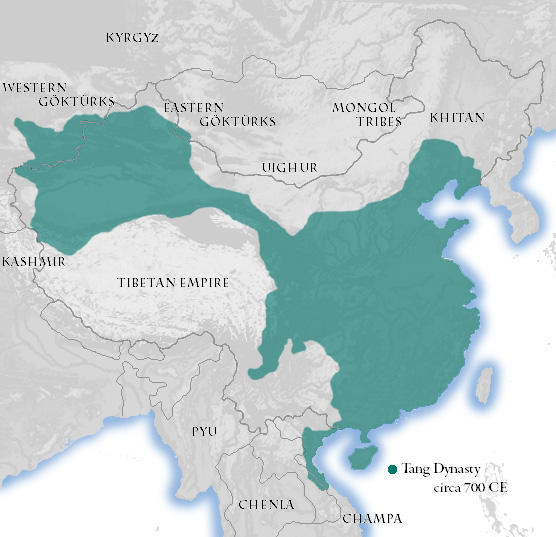
Čínské císařství za vlády dynastie Tchang, zahrnující území pozdějšího Východního Turkestánu

Vláda dynastie Tchang následovala po období dynastie Suej. Tchangové dostali k moci v císařství v roce 618 a podařilo se jim postupně sjednotit říši, která byla od doby konce vlády dynastie Suej nejednotná. Sesadit dynastii Tchang z výsadní pozice se podařilo až jednomu z velitelů armády, který pak sám prohlásil za císaře. Tím bylo ukončeno takřka třistaleté období vlády dynastie Tchang. Poté nastalo období relativně rychle se střídajících dynastií, které je známo jako Pět dynastií a deset království.
Za vlády dynastie Tchang se čínské území zvětšilo především o oblast dnešního Východního Turkestánu resp. Ujguristánu, obývaného z velké části nečínskými turkickými národy.

## Čína za vlády dynastie Sung (960–1279)

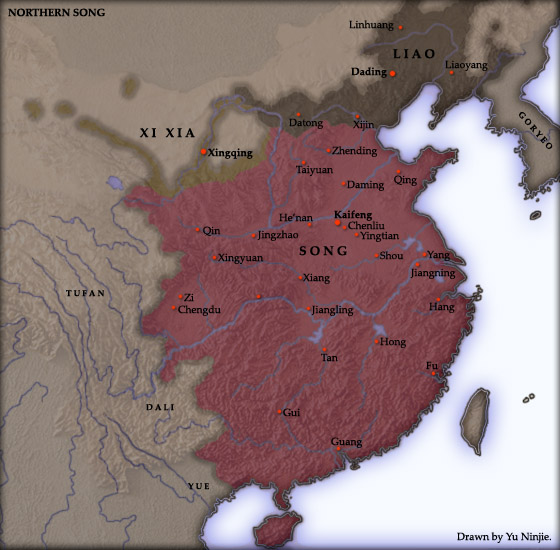
Rozsah území Číny za dynastie Sung

Vláda dynastie Sung (čínsky: 宋朝; pinyin: Sòng Cháo) se datuje od roku 960 až do roku 1279. Následovala po období, které je označováno jako Pět dynastií a deset království, kdy byla Čína více než 50 let rozdělena. Po dynastii Sung následovala mongolská dynastie Jüan. Dynastie Sung bývá rozdělována na Jižní a Severní Sung.

## Čína za vlády dynastie Jüan, mongolská vláda (1271–1368)

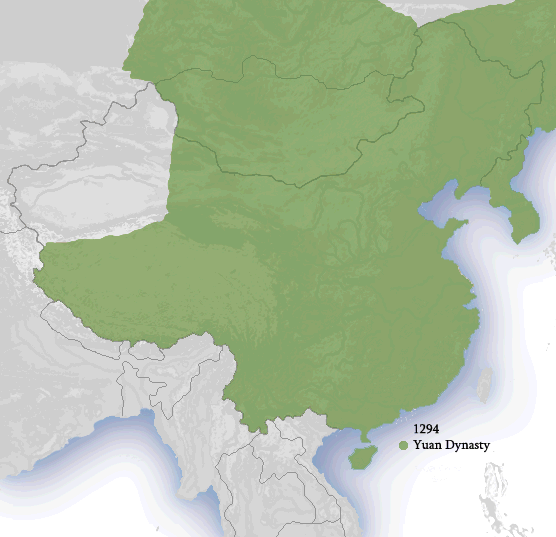
Rozsah území ovládané dynastií Jüan

Dynastie Jüan (čínsky: 元朝; pinyin: Yuáncháo) byla mongolská dynastie, která vládla Mongolské říši mezi lety 1271–1368. Dynastie Jüan patřila k etnicky nečínským dynastiím. V této době právě ovládala i území Číny a bývá tak považována za jednu z dynastií čínské historie, která zde nastoupila po pádu dynastie Jižní Sung. Po dynastii Jüan v Číně nastoupila dynastie Ming, jejíž vůdce Ču Jüan-čang vedl povstání které dynastii Juan svrhlo.

## Čína za vlády dynastie Ming (1368–1644)

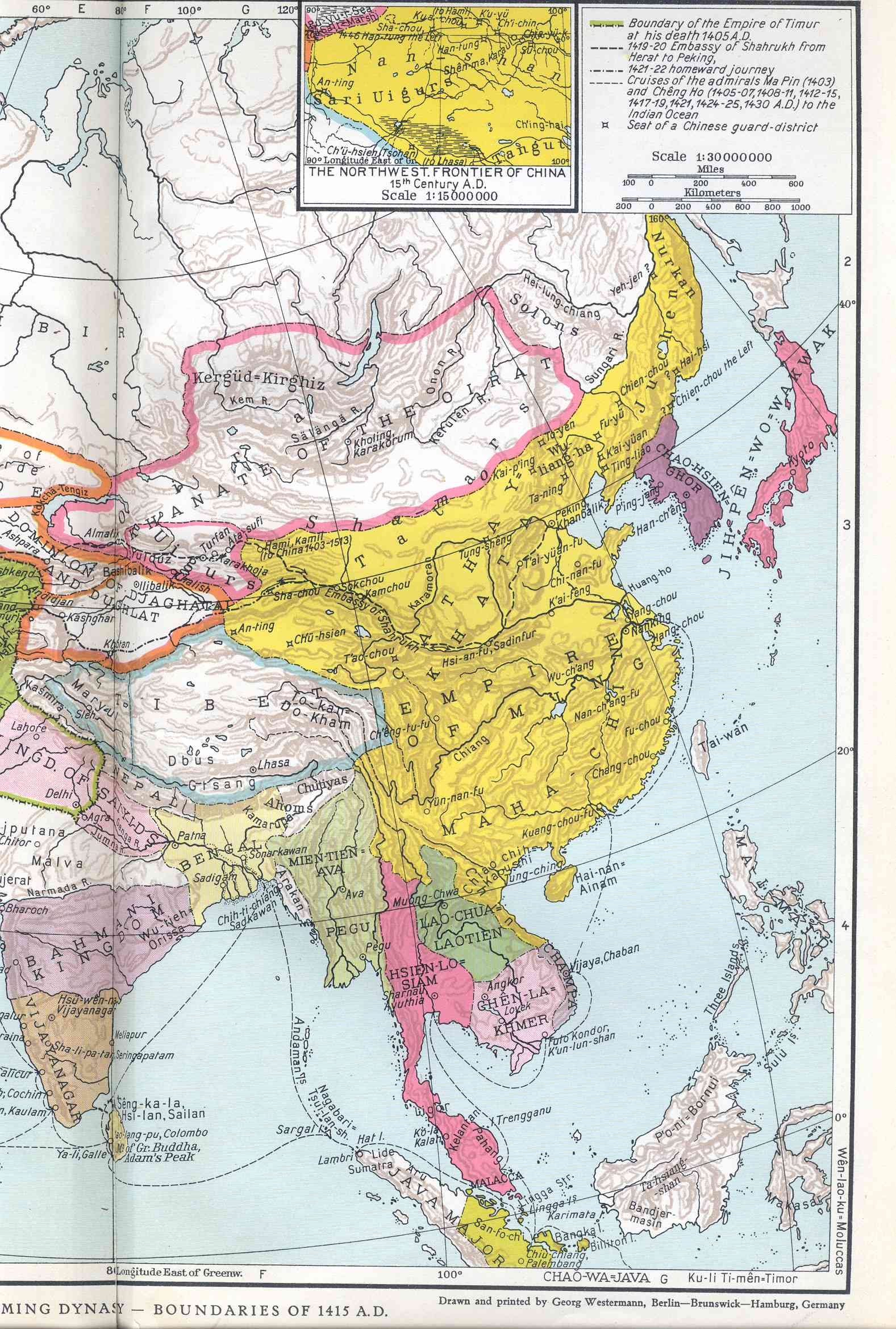
Čína za dynastie Ming

Dynastie Ming (čínsky: 明朝; pinyin: Míng Cháo) vládla v Číně v letech 1368–1644. Dynastie Ming byla poslední etnicky čínskou národní dynastií. Jejím zakladatelem byl Ču Jüan-čang, vůdce povstání proti mongolské dynastii Jüan. Pod vládou dynastie Ming byla v Číně opravena poškození vzniklá v období vlády předchozí dynastie Jüan.
V počátečním období panování dynastie Ming, do poloviny 15. století, zaznamenala Čína výrazný hospodářský a kulturní rozvoj, zejména pak v jižních a pobřežních regionech. Byly vybudovány zavlažovací systémy, provedena rozsáhlá zalesňování, zahájena úprava bavlny, produkce hedvábných a bavlněných tkanin, skla, porcelánu a námořních lodí. Převažujícími náboženstvími se staly buddhismus a taoismus.
V 15. století si Čína podrobila na severu Mandžusko, na jihu Vietnam a oživila obchodní a diplomatické kontakty s Japonskem, Indií a jihovýchodní Asií. Umožnila to velká flotila dalekomořských obchodních džunek, které se od poloviny století staly žádanou kořistí japonských pirátů, kteří rovněž napadali pobřežní města kontinentu. Druhým vážným ohrožením byly neustávající útoky Mongolů na severu. Na obranu před nájezdy kočovníků byla vystavena Velká čínská zeď a vybudováno přes 5 tisíc kilometrů příkopů.
V 16. a 17. století přišli do Číny Jezuité a začali působit jejich misie na císařském dvoře v Pekingu.
V roce 1553 Portugalci podplatili místní vládní úředníky v Kuang-tungu a získali povolení kotvit v přístavu Macao a obchodovat. V roce 1557 se začali usazovat v okolí a založili tak kolonii Macao.
V lednu 1556 byly severní provincie Číny zasaženy silným zemětřesením, při kterém zahynulo kolem 830 tisíc lidí. Také z tohoto důvodu se Čína potýkala v druhé polovině 16. století s velkými hospodářskými problémy, jejichž důsledkem byla početná povstání. Tohoto oslabení Říše středu využil ctižádostivý Nurhači, vůdce sousedního Mandžuska, který se označoval za potomka Čingischána. Vypověděl Číně válku a vytáhl do boje. V roce 1620 dobyl velké město Mukden, které prohlásil za své hlavní město. Dílo dokončil jeho syn, který za pomoci lidového povstání dosáhl svržení posledního panujícího císaře dynastie Ming. Mandžuové ovládli celou severní Čínu a vyhlásili vznik nové císařské dynastie Čching, která pak vládla až do roku 1911.

### Dynastie Jižní Ming (1644–1659)
Po pádu Pekingu v roce 1644 ještě pokračoval odpor vůči Mandžuům na jihu Číny až do roku 1661, kdy byla dobyta říše pod správou tzv. dynastie Jižní Ming. Kromě čchingské hrozby ze severu se dynastie musela vyrovnávat s celou řadou vnitřních problémů, které byly dědictvím po dynastii Ming: zkorumpovaností úředníků, fiskálními problémy, vzbouřenci, etc …
Ačkoliv centrální a západní Čína byla pod nadvládou vzbouřenců a Peking padl do rukou Čchingům, mingští loajalisté se rozhodli vzdorovat a na bohatém a lidnatém jihu vytvořili novou vládu, jež zpočátku sídlila v Nankingu (南京 nánjīng). Doufali, že dokáží vzdorovat nájezdníkům ze severu stejně úspěšně, jako kdysi před nimi Jižní Sungové ve 12. století dokázali vzdorovat džurčenské dynastii Ťin.

## Čína za vlády dynastie Čching (1644[8]–1912)

Území Číny za dynastie Čching (v roce 1820), zatím největší rozsah

Dynastie Čching byla původem mandžuská (etnicky nečínská) dynastie, která vládla v Číně mezi lety 1644–1911. Byla poslední čínskou císařskou dynastií. Na císařský trůn se dostala v roce 1644
Mandžuská dynastie (pozdější Čching) ale vznikla v roce 1616, kterou založil Nurhači, kterou nazval Pozdní Ťin. Hlavním městem Pozdních Ťinů se stal Mukden (moderní Šen-jang). Nurhači reorganizoval celou armádu v osm „praporů“, přejímal mnoho čínských i jiných cizích vzorů, roku 1635 přijal velkou pečeť mongolských chanů a přihlásil se tak k nástupnictví dynastie Jüan.
Nurhačiho nástupce Abachaj si na východě podmanil Koreu a na západě uzavřel spojenectví s kočovnickými kmeny Vnitřního Mongolska. Roku 1636 pojmenoval svůj národ jako Mandžuy a přejmenoval dynastii na Čching.

### Dobytí Číny a pád Mingů
Do roku 1644 Mandžuové podnikli několik vpádů na území severní Číny, neměli však zatím dost sil, aby porazili dynastii Ming. Mingský režim však rychle slábl, zejména v důsledku trvalých povstání. Nakonec mingský generál Wu San-kuej a další pozvali Mandžuy do severní Číny, aby mingskému vojsku pomohli potlačit povstání v Pekingu. V rázných válečných taženích Mandžuové rozdrtili povstalce a zmocnili se srdce Číny na dolním toku Jang-c’-ťiang.
Ctižádostivý Nurhači, vůdce sousedního Mandžuska, který se označoval za potomka Čingischána. Vypověděl Číně válku a vytáhl do boje. V roce 1620 dobyl velké město Mukden, které prohlásil za své hlavní město. Dílo dokončil jeho syn, který za pomoci lidového povstání dosáhl svržení posledního panujícího císaře dynastie Ming. Tak se dynastie Čching stala poslední čínskou císařskou dynastií.

### Čchingští císařové

Vlajka říše Čching (1889–1912)

Na konci 17. století si Mandžuové obratně získávali náklonnost čínských vzdělanců. První čchingští císařové platili za nejdynamičtější v celých čínských dějinách. Za císaře Kchang-si (1661–1722) byla dokončena poslední fáze vojenského dobytí území dnešní Číny (včetně Tibetu) a pořádána tažení proti Ojratům (západním Mongolům) k upevnění čchingské bezpečnosti na vnitroasijských hranicích říše. Za vlády císaře Jung-čenga (1722–1735) vláda podporovala integraci nečínského obyvatelstva do čínské kultury. Vrchol raného období dynastie Čching znamenala vláda císaře Čchien-lunga (1735–1796), který vydával obrovské sumy na vojenské expedice („deset velkých vítězství“). Především zastavil postup turkických národů a Mongolů. Poslední roky jeho vlády ale byly poznamenány vzestupem jeho oblíbence, Che-šena.

### Územní expanze
V roce 1683 Čchingové dobyli království Tung-ning na jihozápadním Tchaj-wanu. Od konce 17. století do počátku 18. století čchingské armády zničily ojratskou říši v Džungarsku. Do poloviny 18. století byly dobyty i země po obou stranách pohoří Tchien-šan až k jezeru Balchaš. V polovině 18. století byli pokořeni i západní Mongolové v Illi. Dobytí území provázely vlny čínských osadníků, kteří se pokoušeli původní obyvatelstvo asimilovat. Mongolové byli udržováni pod kontrolou prostřednictvím administrativních opatření a působením lámaistické sekty Gelugpa.
Na severu Mandžuska začali Čchingové bránit šíření ruských kupců s kožešinami a různých dobrodruhů, pronikajících přes Sibiř do údolí Amuru. Výsledkem srážek mezi Čchingy a Rusy se stala Něrčinská smlouva z roku 1689. Návrh textu smlouvy a tlumočení zprostředkovali pekingští jezuité.

### Ztráta území Sibiře
V polovině 19. století se na území Číny odehrávalo několik konfliktů, Povstání tchaj-pchingů, francouzsko-britská invaze (1856–1860) během druhé opiové války. Situace využilo Rusko a shromáždilo na východě Číny armádu. Pod tlakem Číňané přenechali Rusku obrovské území známé jako Vnější Mandžusko. Na tomto území dnes leží např. města Vladivostok nebo Chabarovsk. Do poloviny 19. století byl čínský také ostrov Sachalin. Po opiových válkách donutilo Rusko Čínu k podepsání Ajgunské smlouvy a Pekingské smlouvy, po nichž Čína ztratila všechna území na sever od řek Chej-lung-ťiangu (Amur) a východ Ussuri (Vnější Mandžusko), včetně Sachalinu ve prospěch Ruska.